# Ligne de Lisieux à Trouville - Deauville
La ligne de Lisieux à Trouville - Deauville est une ligne de chemin de fer française d'une longueur de 29 kilomètres, qui relie Lisieux, sous-préfecture du département du Calvados, à Trouville - Deauville. Elle constitue une antenne de la ligne de Mantes-la-Jolie à Cherbourg.
Ouverte de 1858 à 1863 par la Compagnie des chemins de fer de l'Ouest à double voie, puis électrifiée en 1996 et alors mise à voie unique, elle assure aujourd'hui un trafic exclusivement de voyageurs à destination des stations balnéaires de la Côte Fleurie.
Elle constitue la ligne n°390 000 du réseau ferré national.

## Histoire

### Chronologie
- 1er juillet 1858 : ouverture du tronçon de Lisieux à Pont-l'Évêque
- 1er juillet 1863 : ouverture du prolongement de Pont-l'Évêque à Trouville - Deauville
- 2 juin 1996 : mise en service commerciale de l'électrification de la ligne de Mantes-la-Jolie à Cherbourg et de l'antenne de Trouville - Deauville en 25 kV - 50 Hz et mise en service de la signalisation de type block automatique à permissivité restreinte (BAPR) sur l'antenne

### La desserte de la Côte Fleurie
Les 2 février et 6 avril 1855 est signée une convention entre le ministre des Travaux publics et les Compagnies des chemins de fer de Paris à Saint-Germain, de Paris à Rouen, de Rouen au Havre, de l'Ouest, de Paris à Caen et à Cherbourg. Cette convention organise la fusion de ces compagnies au sein de la Compagnie des chemins de fer de l'Ouest. En outre elle concède à titre définitif à la compagnie, parmi d'autres lignes, un embranchement de Lisieux à Honfleur. L'article 2 de la convention prévoit que la ligne devra être construite en totalité sous 5 ans, et que le tronçon de Lisieux à Pont-l'Évêque devra être achevé au 1er juillet 1857. Cette convention est approuvée par décret impérial le 7 avril 1855. Cette liaison est réclamée par les autorités du Calvados et la chambre de commerce du Havre.
Les travaux à réaliser sont assez importants, avec le percement d'un tunnel de près d'un kilomètre sous la ville de Lisieux, réalisé dans un sous-sol difficile où alternent les bancs de calcaire, couches de sables humides et de glaise. Commencé en avril 1856, il est achevé un an plus tard. Au-delà, la ligne suit le cours de la Touques. La réception des travaux a lieu le 22 juin 1858. Le 1er juillet 1858, un premier tronçon de l'embranchement long de 18 km est ouvert entre la gare de Lisieux et la gare de Pont-l'Évêque, un an après la date imposée par le cahier des charges. La liaison de Pont-l'Évêque à Honfleur est, quant à elle, mise en service le 7 juillet 1862.
À partir de Pont-l'Évêque, un nouveau tronçon est destiné à desservir les stations de la Côte Fleurie sur les rivages de la Manche. Ce nouvel embranchement est concédé par une convention signée les 29 juillet 1858 et 11 juin 1859 entre le ministre des Travaux publics et la Compagnie des chemins de fer de l'Ouest. Cette convention est approuvée par un décret impérial le 11 juin 1859.
Les travaux sont approuvés en juillet 1861 et démarrent aussitôt avec d'importants terrassements. Mais ils sont rapidement interrompus par les difficultés d'acquisition des terrains, les propriétaires demandant des prix trop élevés ce qui impose le recours quasi systématique au jury d'expropriation. Le jury ayant statué en mai puis août 1862, les travaux reprennent et sont achevés, y compris les stations et maisons de garde, pour la saison estivale suivante. Le 1er juillet 1863, le prolongement de la ligne, long de 11 km, est ouvert jusqu'à la gare de Trouville - Deauville pour desservir les deux stations balnéaires de la Côte Fleurie.
En 1894, le rebroussement des trains à Lisieux est supprimé. En 1899, la ligne est mise à double voie de Pont-l'Évêque à Trouville - Deauville, puis en 1906 de Lisieux à Pont-l'Évêque. Le 26 juillet 1931, la nouvelle gare de Trouville - Deauville est inaugurée par Raoul Dautry.
La Seconde Guerre mondiale provoque une forte réduction de l'offre, puis les installations ferroviaires de Lisieux sont bombardées avec la ville par les Alliés et rendues inutilisables. Il faut attendre janvier 1945 pour retrouver un minimum de circulations. Le 11 décembre 1956, un nouveau bâtiment des voyageurs est inauguré en gare de Lisieux ; il remplace le baraquement de planches mis en place à titre provisoire après les destructions de 1944.
À partir des années 1970, avec l'achèvement de l'autoroute de Normandie, le trafic décline progressivement ; toutefois, il se maintient à un bon niveau lors des week-ends estivaux. Puis, durant les années 1980, la « fercamisation », fermeture du trafic de marchandises en wagons isolés avec report sur route, entraine la fermeture des voies de débord des gares de Pont-l'Évêque et de Trouville.
De 1993 à 1996, les travaux d'électrification de la ligne en 25 kV - 50 Hz, soutenus financièrement par la région Basse-Normandie, sont mis en œuvre, dans le cadre du programme global d'électrification de la ligne de Mantes-la-Jolie à Cherbourg avec son antenne de Trouville. Les ouvrages d'art sont mis au gabarit électrification, et les câbles de télécommunication sont alors enterrés. Ces travaux sont l'occasion d'adapter les voies au trafic : la voie, autrefois double, est alors remise à voie unique avec la dépose de la voie principale en limite d'usure sur l'ensemble du parcours, hormis à Pont-l'Évêque où elle fait office d'évitement intermédiaire de 400 mètres de long accessible à 60 km/h. La vitesse de fond de la ligne passe alors de 120 à 140 km/h, avec ralentissement à 130 km/h à Pont-l'Évêque.
La ligne se voit dotée du block automatique à permissivité restreinte (BAPR), suffisant vu le trafic attendu, et du contrôle de vitesse par balises (KVB). Un poste d'aiguillage à relais à commande informatique (PRCI) est installé en gare de Lisieux, opérationnel dès le 30 mai 1994. À compter du 3 juin 1994, il télécommande un poste de même type installé à Pont-l'Évêque, puis à partir du 14 avril 1995, celui de Trouville - Deauville.

## Caractéristiques

### Tracé
La ligne trouve son origine à Lisieux, ville qu'elle franchit par un tunnel long de 992 mètres avant de s'orienter au nord puis au nord-ouest vers la Manche, à travers le paysage verdoyant du pays d'Auge en pente quasi continue de 1 à 5 ‰. Elle suit alors le cours de la Touques sur sa rive droite, fleuve qu'elle franchit peu avant son arrivée à Trouville. À noter que la partie de ligne de Pont-l'Évêque à Trouville - Deauville avait reçu le numéro officiel 378 000 avant d'être intégrée dans l'actuelle 390 000 et dans le même temps, la ligne de Lisieux à Honfleur, de numéro 377 000 a été rebaptisée Ligne de Pont-l'Évêque à Honfleur.

### Équipement
La ligne est dotée d'une voie banalisée avec commande centralisée de la circulation. Elle est électrifiée, comme tout le réseau desservi par la gare de Paris-Saint-Lazare, en 25 kV-50 Hz monophasé et équipée du block automatique à permissivité restreinte (BAPR) et du contrôle de vitesse par balises (KVB), mais reste dépourvue de liaison radio sol-train. L'évitement intermédiaire de Pont-l'Évêque ainsi que les appareils de voie de Trouville - Deauville sont télécommandés de Lisieux.

### Vitesses limites

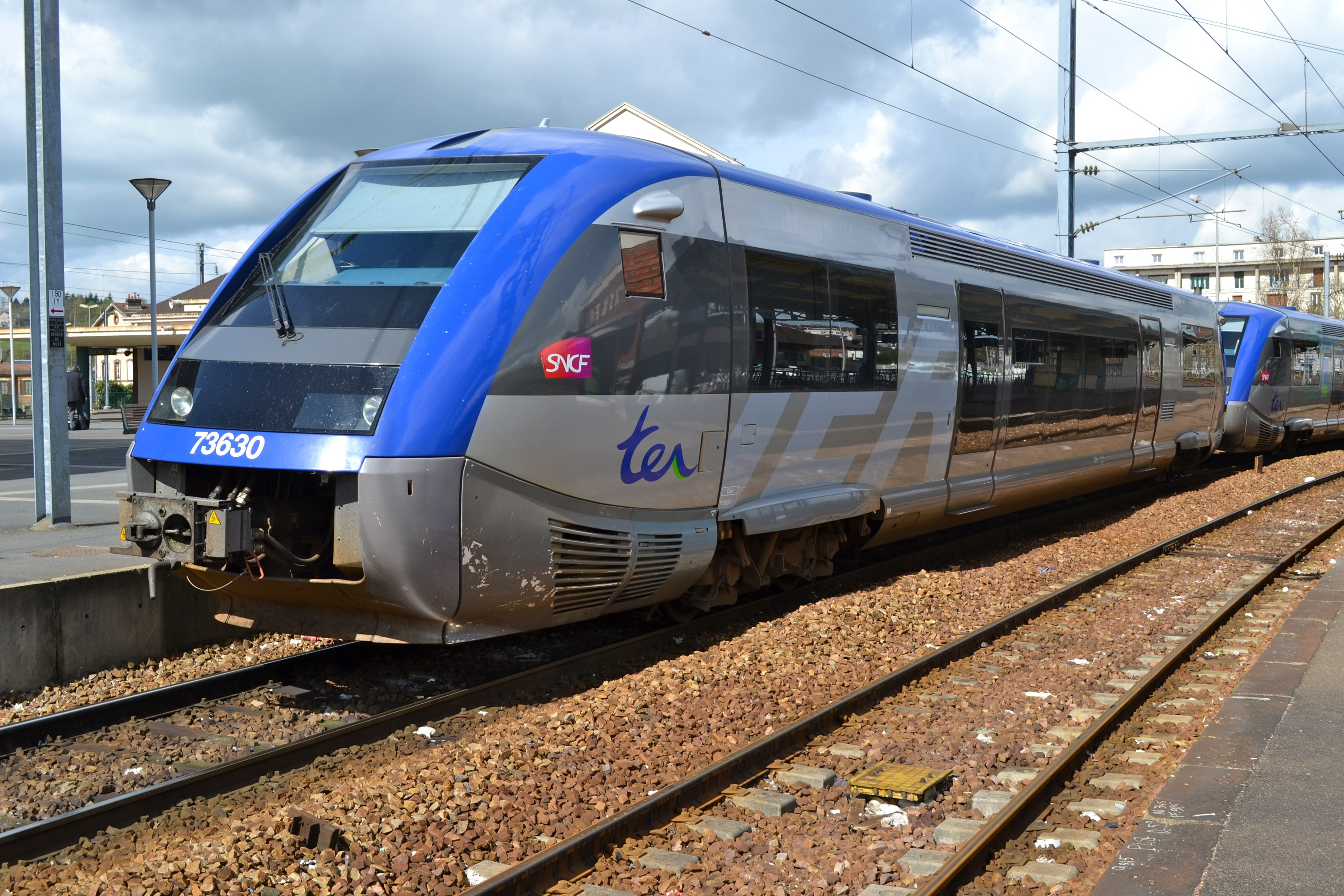
Doublette d'éléments X 73500 en gare de Lisieux et à destination de Trouville - Deauville.

Les vitesses limites de la ligne en 2014 pour les trains V 160 ou V 200 sont indiquées dans le tableau ci-dessous mais les trains de certaines catégories, comme les trains de marchandises, sont soumis à des limites plus faibles.
| De              | À                     | Limite |
| --------------- | --------------------- | ------ |
| Lisieux         | Le Grand-Jardin       | 100    |
| Le Grand-Jardin | Trouville - Deauville | 140    |

## Exploitation
Lors de l'ouverture complète de la ligne en 1863, durant la saison estivale, trois trains aller-retour quotidiens relient Lisieux à Trouville - Deauville en une heure dix minutes, en correspondance avec les trains de Paris.

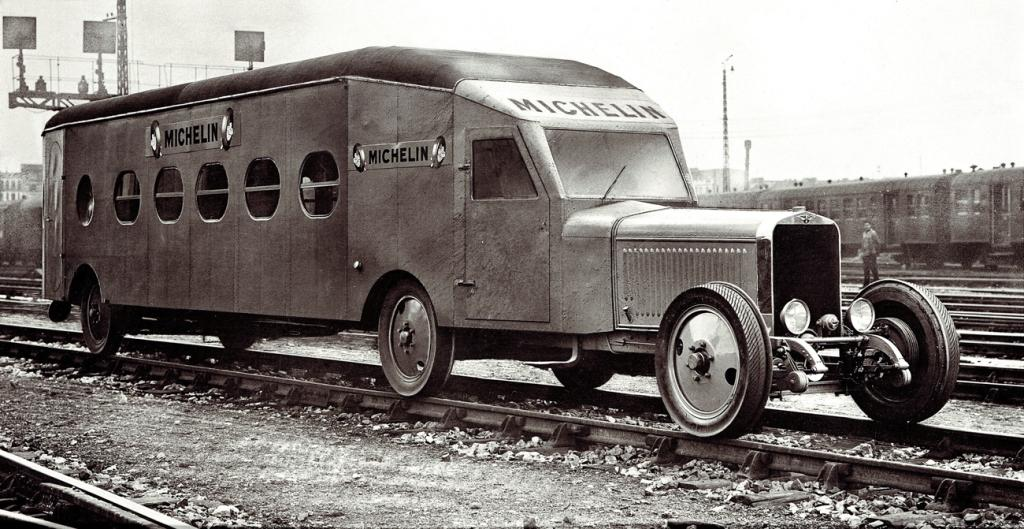
Micheline type 5.

La Compagnie de l'Ouest met en route de nombreux trains de plaisir, et pour sa clientèle plus fortunée, un train de la Compagnie des wagons-lits (CIWL) réalisant l'aller-retour chaque week-end en saison de 1884 à 1890. Ce train, surnommé « le train bleu » en raison de la couleur de ses voitures-lits, est remis en route en 1909 par l'Administration des chemins de fer de l'État jusqu'en 1927. Les nombreuses réclamations effectuées après sa disparition entrainent la mise en route de voitures Pullman à partir de 1929. À cette époque, la ligne est parcourue en saison par des trains express reliant Paris-Saint-Lazare à Trouville, tractés par des locomotives Pacific 231.011-060, des 231.501-783 ou des 241.001-049. Des michelines apparaissent sur la ligne à partir des années 1930 : le 10 septembre 1931, la micheline, prototype no 5, relie Paris à Trouville en 2 h 03 à la vitesse commerciale de 107 km/h et avec des pointes à 130 km/h, soit 32 min de moins que le rapide de première classe de l'été précédent. Le 1er juillet 1933, un autorail Bugatti WR « Présidentiel » relie Paris à Trouville en 2 h09, cette fois en service régulier. Une seconde unité le rejoint l'année suivante, puis des michelines triples à partir de 1936.
La desserte omnibus est assurée par des locomotives 230.600, remplacées à partir de 1933 par des autorails Renault VH rattachés au dépôt de Lisieux qui relient Lisieux à Trouville en vingt minutes, avec un seul arrêt intermédiaire à Pont-l'Évêque. La traction des trains de marchandises est, quant à elle, confiée à des locomotives 140.500 ou 131 et 141 tender.
Durant la Seconde Guerre mondiale, le trafic est fortement réduit, les autorails étant garés en raison des pénuries de carburant. Le faible trafic omnibus maintenu est assuré par des locomotives à vapeur rappelées pour l'occasion. Au début des années 1950, il n'existe toujours pas de liaisons directes au départ de Paris durant l'hiver, hormis lors des fêtes de Pâques et de la Pentecôte ; le service est alors assuré par des autorails ADP et X 2400 de Caen à raison de cinq liaisons aller-retour quotidiennes, et des U 150 d'Évreux en direction de Honfleur. Un aller-retour de première classe au départ de Paris est mis en place le week-end, assuré par un autorail Bugatti, puis à partir de 1955 par des rames à grand parcours (RGP) de type X 2700.
La mise en service des éléments à turbine à gaz (ETG) le 27 septembre 1970 sur la ligne de Paris à Cherbourg a un impact direct sur la ligne : la desserte est renforcée avec une liaison Paris - Trouville assurée toute l'année, et ce matériel permet un gain de temps atteignant de 15 à 30 minutes entre Paris et Lisieux, où les omnibus assurent la correspondance. Le 26 septembre 1971, le service voyageurs est supprimé entre Pont-l'Évêque et Honfleur, avec transfert sur route au départ de Lisieux. En 1975, les ETG laissent la place à des rames à turbine à gaz (RTG), avec comme conséquence un gain de confort mais une légère détente horaire qui augmente les temps de parcours. Le trafic omnibus est quant à lui assuré des années 1970 aux années 1990 à l'aide d'éléments automoteurs doubles (EAD) dits « caravelles ».
Avec l'électrification de la ligne en 1996, les turbotrains disparaissent et laissent la place aux locomotives BB 16000 et BB 26000 en tête de trois express quotidiens, cinq en été, formés de voitures Corail. La desserte omnibus est alors assurée par des BB 25500 puis des BB 16500 du dépôt d'Achères, attelées à des coupons de rames inox omnibus (RIO) rénovées par la région Basse-Normandie avec une fréquence d'une dizaine de trains chaque jour.
La ligne est aujourd'hui exploitée par la SNCF sous les labels TER Normandie (jusqu'à 2016 TER Basse-Normandie) et Intercités. Hors saison estivale, elle voit circuler trois ou quatre trains Corail quotidiens aller-retour en provenance ou à destination de Paris-Saint-Lazare. Les BB 16000 ont laissé place depuis 2007 à des BB 15000 en provenance du réseau Est, libérées par l'ouverture de la LGV Est européenne. Le trafic TER, dorénavant assuré par des X 73500 et des Z 27500, est en constante progression avec désormais neuf allers-retours au minimum les jours de semaine. Les horaires sont cadencés sur cette ligne depuis décembre 2008 avec la plupart des départs à ×× h 04 de la gare de Trouville - Deauville et à ×× h 35 de la gare de Lisieux. Depuis le retrait des voitures Corail, les dessertes à destination de Trouville-Deaville sont assurées avec des Omneo Premium, version grande ligne de la plateforme Régio2N, apte à 200 km/h entre Bernay et Lisieux.